# Galpão

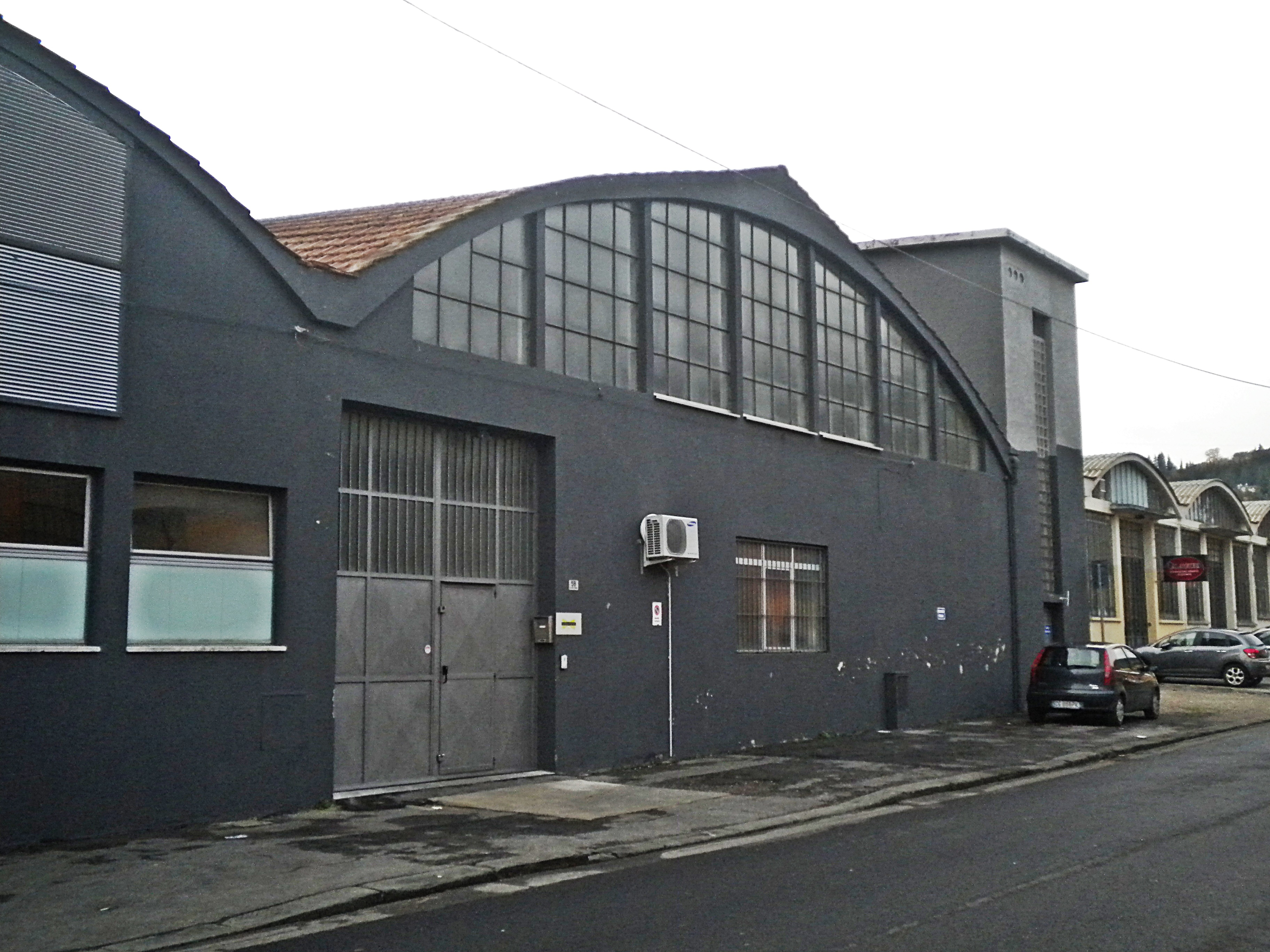
Um galpão na cidade italiana de Prato, Toscana

Galpão (português brasileiro) ou barracão (português europeu) é um espaço amplo sob a mesma cobertura, geralmente utilizado como depósito de carros, materiais e outros produtos industriais.
Os galpões podem ter estrutura de madeira, metálica, concreto, cantaria, alvenaria etc. Na cobertura pode-se utilizar telhas (de barro, aço galvanizado, fibrocimento, alumínio, madeira, pedra, etc.) ou outros materiais como lonas, lajes de concreto etc. Sua modelagem pode ser em arco, com uma ou mais águas, shed, piramidal, umbrella etc. No fechamento lateral deve-se observar a finalidade do mesmo e ter atenção especial à ação de ventos internos que causam danos e o destacamento da cobertura, podendo-se utilizar alvenaria, placas pré-moldadas, entre outros, embora também existam galpões sem paredes.
Os galpões podem ter um mezanino para aumentar a área disponível, podendo ser alojados sobre este várias funções como escritórios, áreas de armazenagem, vestiários, banheiros etc. Atualmente o uso de mezanino é bastante apropriado para galpões principalmente para utilização da área administrativa, podendo ocupar até 100% da área do piso imediatamente inferior. Galpões de dois pisos são já muito comuns em todo o Brasil.

## Galpão no Sul do Brasil

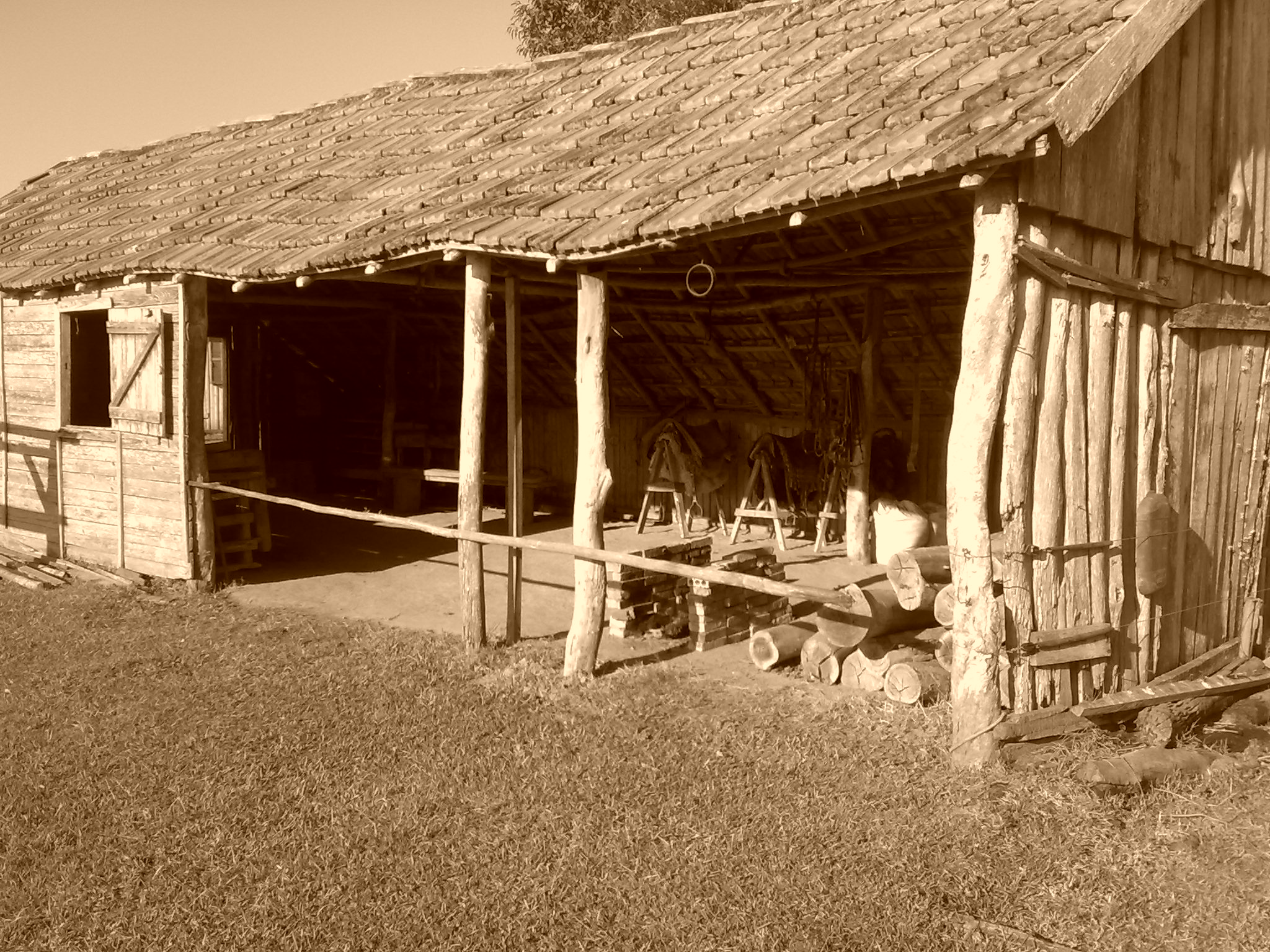
Galpão, com as encilhas ao fundo

No Rio Grande do Sul, Paraná e Santa Catarina, o galpão difere do modelo tradicional, tanto quanto a forma, quanto ao uso.
O galpão sulista é uma estrutura de tamanho bem menor que o galpão industrial. De construção rústica, podendo ter um dos lados abertos. De paredes edificadas em madeira bruta e antigamente em barro, a cobertura pode ser tanto de palha como telhas de barro. O chão pode ser cimentado, mas tradicionalmente é de terra batida.
É um local que presta-se principalmente de abrigo para os peões das estâncias nas horas que antecedem o trabalho, além de guardarem objetos da lide rural, utensílios e materiais para montaria, combustíveis e remédios para gado. Difere de estábulo pois ali normalmente não pernoitam os animais. Além disso, o galpão é o local de convívio dos peões, onde no começo da manhã e ao final do dia reúnem-se para a roda de chimarrão, em volta do fogo de chão. Não é incomum que o fogo de chão do galpão fique acesso o dia inteiro. Serve também de alojamento a tropeiros de passagem, que necessitem de acolhida por algumas horas ou mesmo pernoitar.

### Simbolismo

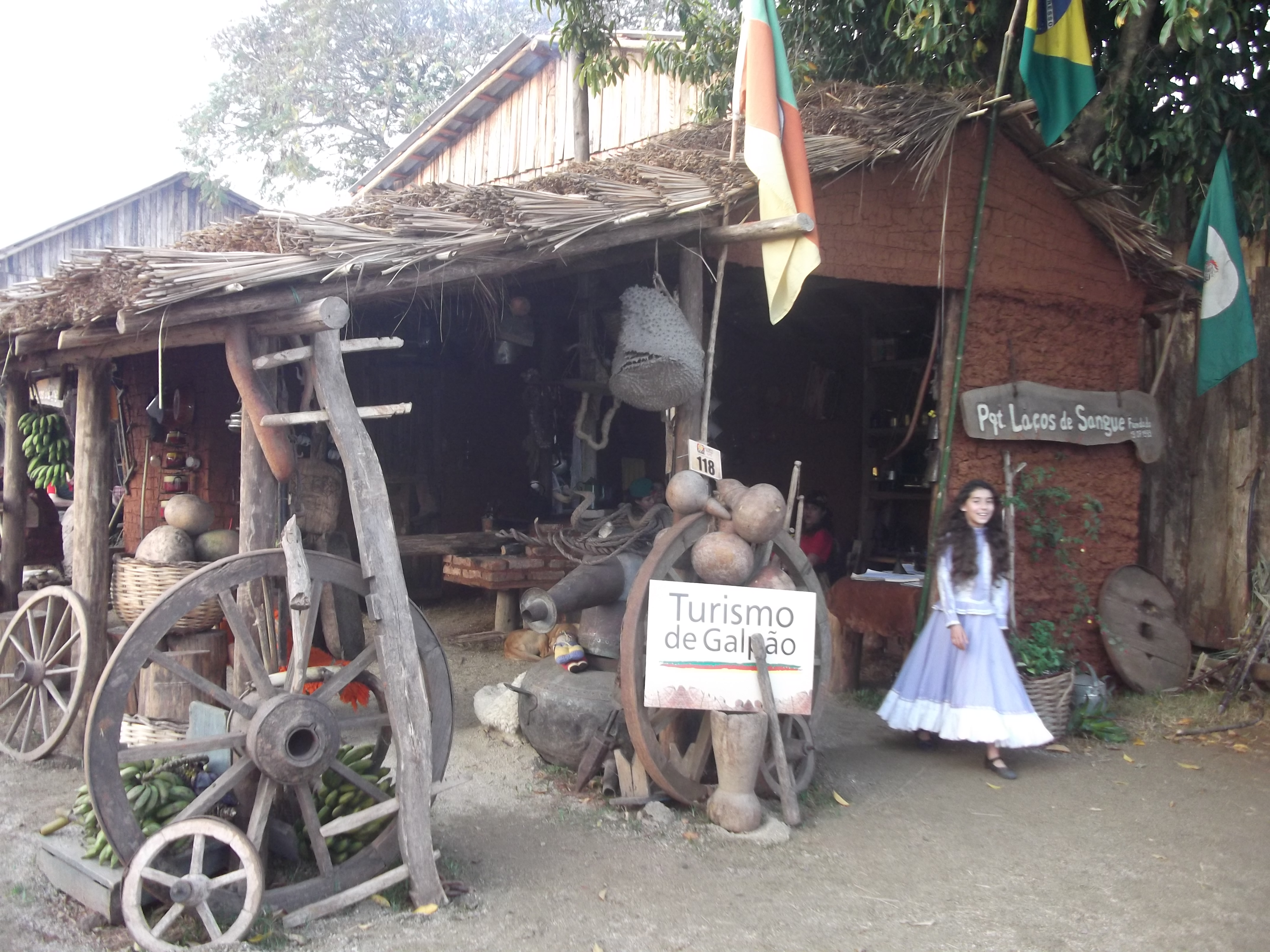
Reprodução de galpão campeiro

O galpão campeiro é uma das referências culturais da vida do pampa gaúcho e tornou-se símbolo da vida no campo.
Nas festividades da Semana Farroupilha, ele é reproduzido em Porto Alegre (como na foto ao lado, de 2013) e em várias cidades do interior do Rio Grande do Sul e mesmo em outros estados onde residam gaúchos.
Na mesma Semana Farroupilha, é costume levar a chamada Chama Crioula, do interior do Estado, até ao Palácio Piratini, em Porto Alegre, conduzida por cavalheiros. Essa chama é buscada num galpão de uma estância em São Sepé, e a chama é mantida acesa o ano inteiro no recinto, com o costume sendo mantido há duzentos anos.